# 上圖茲洛韋
47°53′0″N 39°30′38″E / 47.88333°N 39.51056°E
上圖茲洛韋（烏克蘭語：Верхньотузлове）是位於烏克蘭東部的村莊，由盧甘斯克州多夫然斯克區的多夫然斯克市鎮負責管轄。該村始建於1942年，面積10.4平方公里，海拔高度206米，2001年人口100，人口密度每平方公里9.66人。